# Le Mesnil-Hardray
Le Mesnil-Hardray – miejscowość i gmina we Francji, w regionie Normandia, w departamencie Eure. W 2013 roku populacja ówczesnej gminy wynosiła 63 mieszkańców. 
W dniu 1 stycznia 2018 roku z połączenia dwóch ówczesnych gmin – Le Fresne, Le Mesnil-Hardray oraz Orvaux – utworzono nową gminę Le Val-Doré. Siedzibą gminy została miejscowość Orvaux.